# Repos pendant la fuite en Égypte (Dossi)
Le Repos pendant la fuite en Égypte est une peinture à l'huile sur bois (52 × 42,6 cm) du peintre de l'École de Ferrare Dosso Dossi, datable d'environ 1514-1516 et conservé au musée des Offices à Florence.
L'œuvre, de provenance inconnue, est parvenue aux Offices au XIXe siècle.

## Description et style
Dans un paysage ombragé sur les pentes d'un bosquet, la Sainte Famille se repose pendant la fuite en Égypte. Au loin un petit bateau navigue en pleine mer, visible depuis une ouverture dans le feuillage. Les couleurs intenses et le dessin corsé, le ton suspendu et féerique, les physionomies dodues des personnages sont autant d'éléments typiques du style de Dosso Dossi.
L'œuvre, de datation incertaine, montre des influences nordiques dans la prédominance du paysage et dans la simplification stéréométrique des traits. D'autres modèles ont été trouvés chez Giorgione (le ton bucolique), Amico Aspertini et le jeune Titien. La plupart des critiques penchent pour une datation précoce, avec des incertitudes mais s'accordent sur l'attribution, malgré quelques anomalies par rapport à la production habituelle du peintre.